# Rudolf Brachtel
Rudolf Adalbert Brachtel (* 22. April 1909 in Gaya; † 1988) war ein deutscher Internist. Er war SS-Hauptsturmführer und Lagerarzt im KZ Dachau.

## Biografie
Brachtel promovierte in Medizin und war ab 1938 als Internist tätig. Danach erlernte er bei Wilhelm Nonnenbruch in Frankfurt am Main die Untersuchungsmethode der Leberpunktion. Brachtel trat zum 2. November 1938 der SS bei (SS-Nummer 327.556). Er wurde im November 1939 zur Waffen-SS eingezogen und war von April 1941 bis Februar 1943 im KZ Dachau als Arzt tätig. Zum 20. April 1942 erreichte er als Hauptsturmführer seinen höchsten Rang in der SS. In Dachau leitete er die Röntgenabteilung, war ein Jahr lang Assistent von Claus Schilling in der Malariaversuchsstation und leitete eine Tuberkulosestation. Seine Experimente an KZ-Häftlingen umfassten die Infektion mit Malaria, die Durchführung von Leberpunktionen zu Versuchszwecken sowie die Teilnahme an Unterkühlungsversuchen. Zudem soll Brachtel laut dem ehemaligen KZ-Häftling Walter Neff die Selektion kranker KZ-Häftlinge für die Vergasungsanstalten angeordnet haben.
Im Jahr 1942 grassierte im Lager Dachau infektiöse Gelbsucht. Nach Zeugenaussage soll er an etwa 180 Häftlingen Punktionen vorgenommen haben. Nach eigener Aussage hatte er etwa 80 Punktionen vorgenommen, die nur diagnostischen Charakter gehabt hätten.
Nach Ende des Zweiten Weltkrieges wurde er am 24. November 1947 in einem Nebenprozess im Rahmen der Dachauer Prozesse gemeinsam mit dem Oberkapo des Krankenreviers Karl Zimmermann angeklagt. Brachtel wurde, ebenso wie Zimmermann, am 11. Dezember 1947 aus Mangel an Beweisen freigesprochen.
Brachtel war danach als niedergelassener Arzt im Raum Gießen tätig.

## Zeitzeugenberichte
- Eugene Ost, der als Revierschreiber im Krankenrevier Dachau arbeitete, notierte folgende beiden Todesfälle. Laut Ost soll Brachtel die beiden Karteikarten der Verstorbenen entfernt haben.[7]

1. Johann Pausch, Häftling Nr. 24.351, am 6. Juni 1942 an Gelbsucht erkrankt, am 7. Juni Leberpunktion durch Brachtel, verstorben am 7. Juni
2. Max Latowsky, Häftling Nr. 15.534, am 18. Juni 1942 punktiert, verstorben am 30. Juni. Todesursache laut Claus Schilling: Leberatrophie (Schwund des Lebergewebes infolge eines Hungerzustands).

- Gemäß Stanislav Zámečník, der als Revierpfleger arbeitete, soll Brachtel auch gesunde Häftlinge punktiert und somit medizinische Experimente durchgeführt haben. Das Gewebe, das mit Hilfe eines Trokars entnommen wurde, sei nach München an ein Institut weitergeleitet worden.[8]
- Der ehemalige Häftling und Mediziner František Bláha hatte als Sezierer im Krankenrevier zu arbeiten.[9]